# Мечеть імені Аймані Кадирової
Мечеть імені Аймані Кадирової (чечен. Кадырова Аймани цӀарах маьждиг) — мечеть в місті Аргун Чеченської Республіки. Відкрита 16 травня 2014 року. 
Названа ім'ям вдови першого президента Чеченської республіки Ахмада Кадирова, батька Рамзана Кадирова - Аймані Кадирової. 

## Історія
Будівництво мечеті почалося в середині січня 2011 року в центрі міста Аргун, на місці колишньої міської мечеті. Вона була спроектована турецькими фахівцями і побудована фірмою Інкомбуд за проектом турецького архітектора Деніза Байкала. Будівництво мечеті велося на кошти регіонального громадського фонду імені Ахмата Кадирова. Воно тривало 1238 днів і було завершено в середині квітня 2014 року .
Відкриття відбулося 16 травня 2014 року. 
Церемонії відкриття передував марафон «Від серця до серця », в якому понад 5 тисяч жителів Чечні та інших республік Північного Кавказу пробігли 16,4 км від мечеті «Серце Чечні», що в Грозному до мечеті імені Аймані Кадирової в Аргуні .
Після відкриття в мечеті відбулася перша п'ятнична молитва (джума-намаз), в якій взяли участь понад 15 тисяч віруючих.

## Опис
Мечеть імені Аймані Кадирової побудована в стилі хай-тек і є першою мечеттю на території Росії, виконаної в ультрасучасному вигляді. Вдень, в залежності від погоди, склепіння мечеті змінюють відтінки кольорів - від світло-сірого до бірюзово-синього. Вночі мечеть і прилеглі території висвітлюються різнокольоровими світлодіодними лампами і прожекторами.
Стіни мечеті оздоблені мармуром. Овальні склепіння головного молитовного залу вінчає купол висотою 23 метра і діаметром 24 метри. На куполі мечеті виконана гравірування імен Всевишнього Господа. У внутрішній обробці використані освітлювані розпису. Над куполом мечеті височать три мінарету висотою 55 метрів.
Перед входом в мечеть зведений символ ісламу  - півмісяць із зіркою. У головному молитовному залі підвішена п'ятитонна люстра у формі півмісяця розміром 31 метр в діаметрі.
Мечеть імені Аймані Кадирової складається з чотирьох поверхів, три з яких - під овальним куполом - призначені для чоловіків. Верхній ярус мечеті відведений жінкам і має окремий вхід. Площа мечеті становить 6950 м², до мечеті прилягає парк.

## Галерея

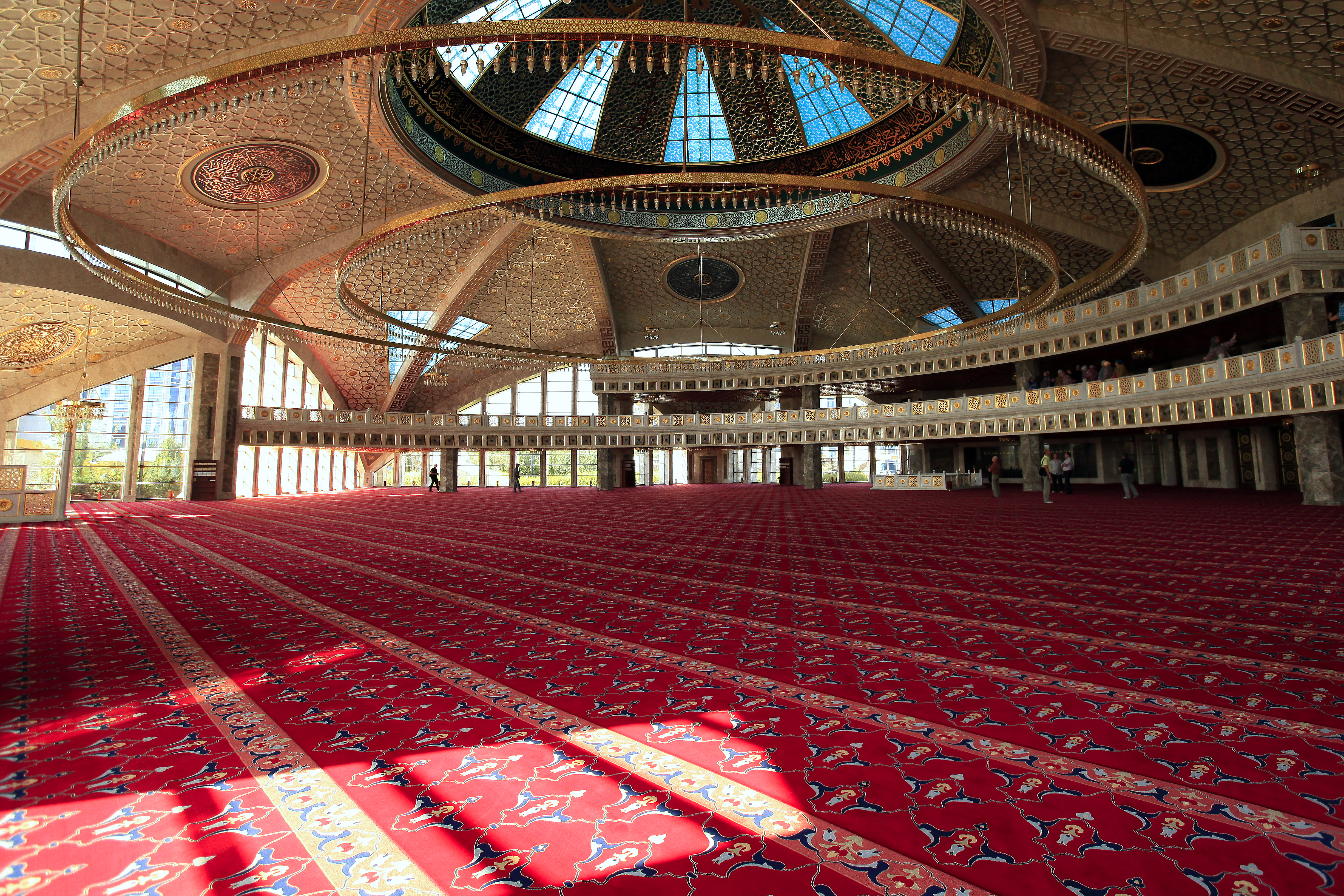
Молитовна зала
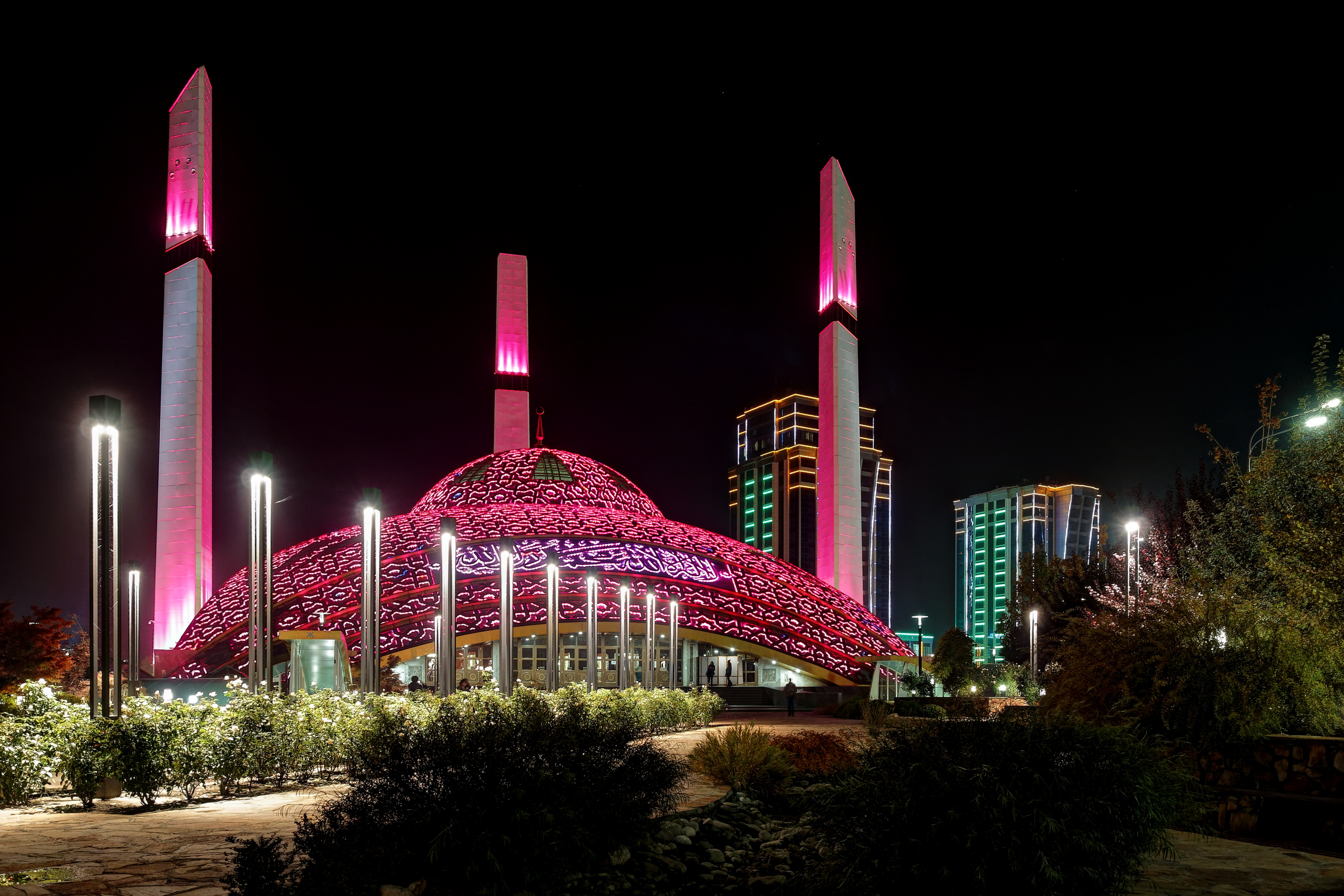
Підсвічування мечеті у вечорі
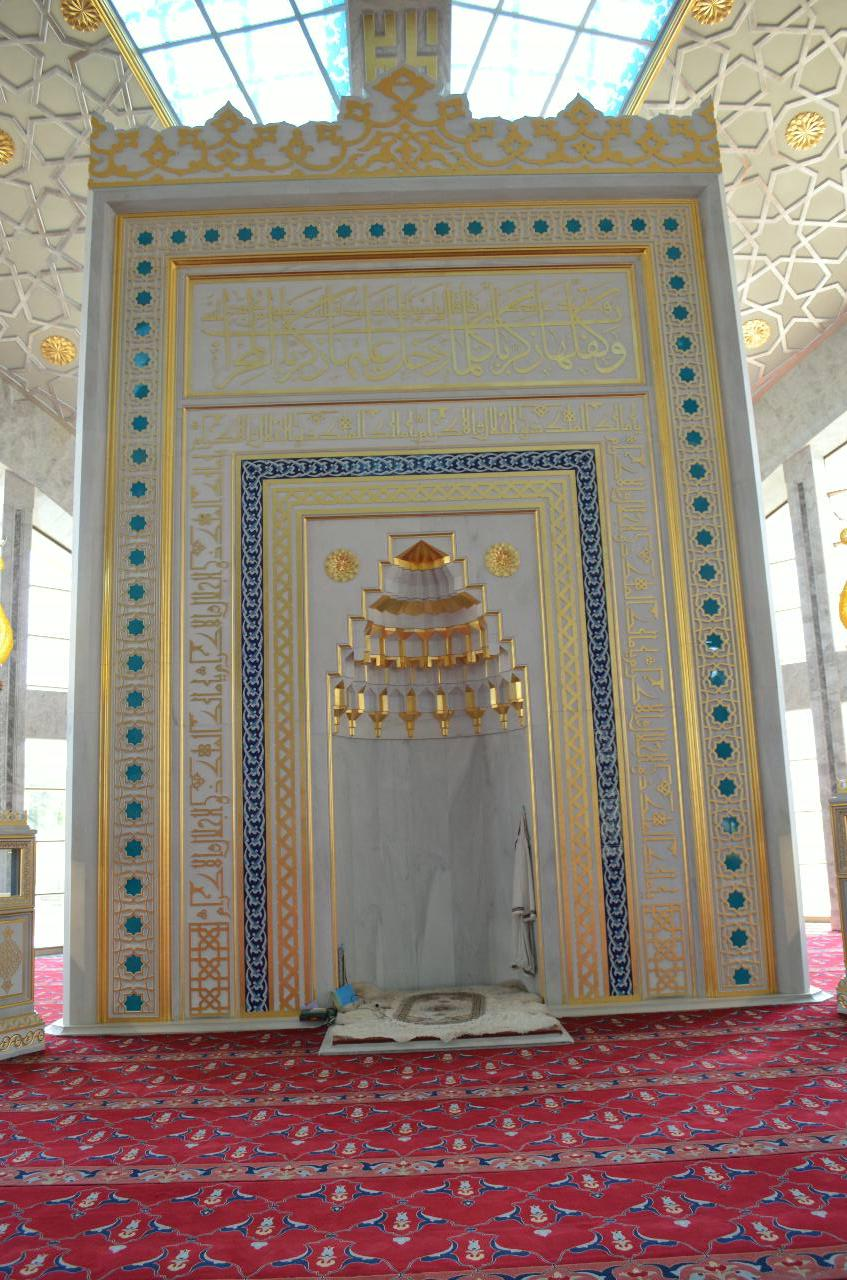
Міхраб